# エリザベッタ・ゴンザーガ

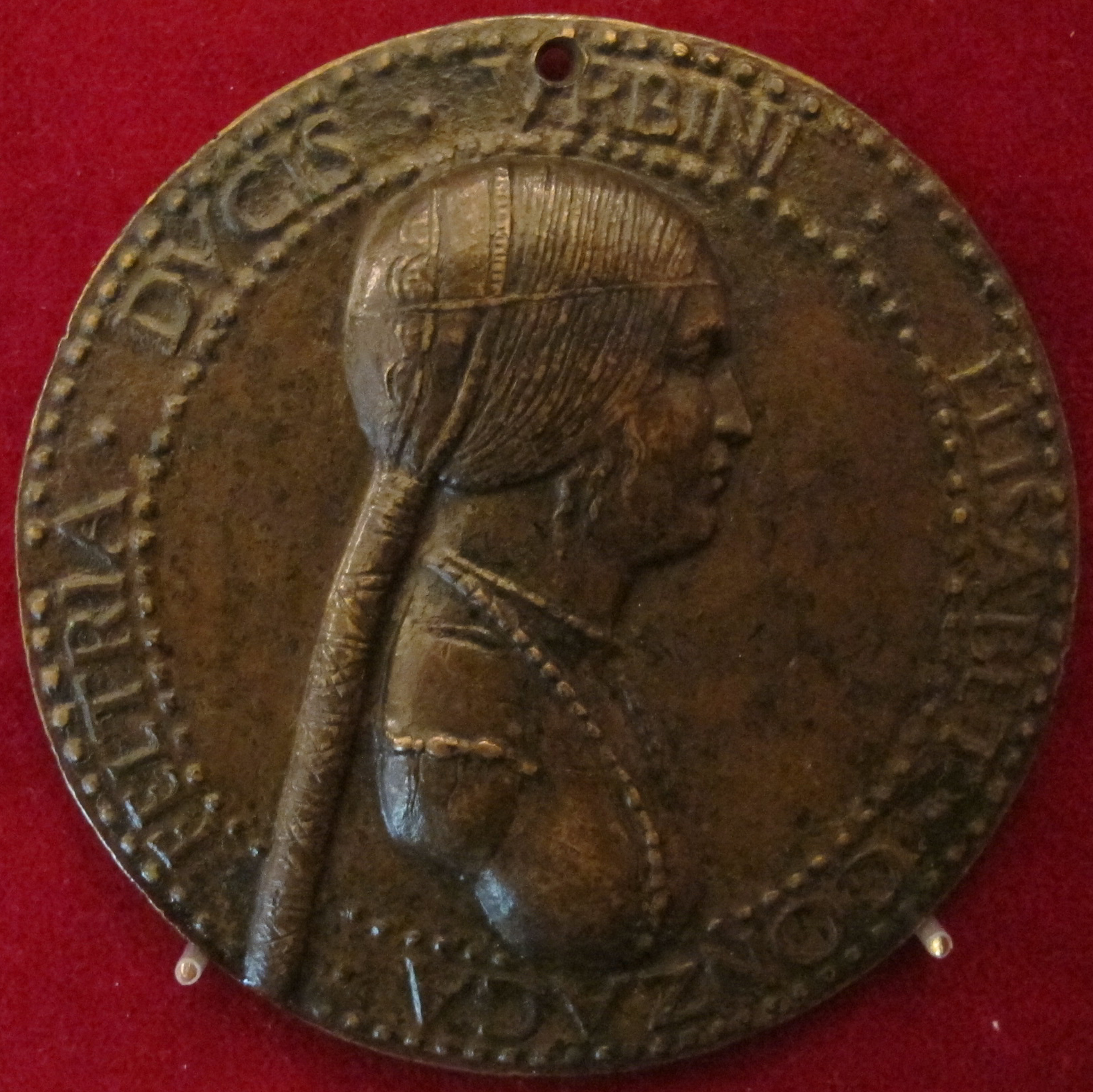
エリザベッタの横顔を刻んだメダル、1495年制作

エリザベッタ・ゴンザーガ（Elisabetta Gonzaga、1471年2月9日 - 1526年1月28日）は、イタリア・マントヴァ侯領の支配者ゴンザーガ家の公女で、ウルビーノ公グイドバルド・ダ・モンテフェルトロの妻。ルネサンス時代のイタリアにおいて、教養と美徳を兼ね備えた貴婦人として知られた。

## 生涯
マントヴァ侯フェデリーコ1世とその妻でバイエルン公アルブレヒト3世の娘であるマルガレーテの間の第4子、次女として生まれた。1489年2月11日にグイドバルトに嫁ぐが、夫は虚弱体質の上に性的不能を抱えていた。そのため公爵夫妻には子供が出来なかったが、エリザベッタは実家の求めに応じて離婚することを拒み、病がちな夫を献身的に介護した。義姉のイザベラ・デステと同様に、エリザベッタは当時のイタリアで最高の教育を受けた女性の1人であり、彼女の宮廷は多くの文人、芸術家、学者たちを魅了した。
1502年、ウルビーノはチェーザレ・ボルジアに占領された。エリザベッタはいったん実家のマントヴァ宮廷に身を寄せた後、翌1503年にヴェネツィアに避難した夫に合流した。夫妻は1504年にウルビーノの支配権を回復し、後継者としてグイドバルドの甥にあたるフランチェスコ・マリーア・デッラ・ローヴェレを養子に迎えた。
1508年に夫が死ぬと、また未成年だった甥フランチェスコに代わり、摂政として公国を統治した。翌1509年、エリザベッタは義理の甥フランチェスコとの血縁的な結びつきを深めるために、彼を姪のエレオノーラ・ゴンザーガと結婚させた。1516年、教皇レオ10世はエリザベッタとその家族をウルビーノから追い出し、甥のロレンツォ2世・デ・メディチにウルビーノ公領の支配権を与えた。エリザベッタはフェラーラに避難し、この地で亡くなった。
バルダッサーレ・カスティリオーネが1528年に発表した『宮廷人』の執筆内容は、ウルビーノ宮廷に仕えていた彼がエリザベッタとの間に交わした議論や会話が基礎になっている。